# Pseudocopicucullia melanoglossa
Pseudocopicucullia melanoglossa là một loài bướm đêm trong họ Noctuidae.